# Leonard Read
Leonard E. Read (Hubbardston, Míchigan, 26 de septiembre de 1898 — 14 de mayo de 1983) fue el fundador de la Fundación para la Educación Económica, el primer instituto libertario de los Estados Unidos.
Read también fue la persona que desarrolla el uso del término «libertario» para pro-libre mercado cuando comienza a llamarse a sí mismo «libertario» en contraste con «liberal moderno» —quienes se habían apropiado del término «liberal» en un sentido más intervencionista en Estados Unidos— y para evitar llamarse «liberal clásico» ya que, según Read, «clásico» daría una impresión de «viejo, obsoleto y tallado en piedra».
Después de una temporada en el Servicio Aéreo del Ejército durante la Primera Guerra Mundial, Read comenzó un negocio de comestibles al por mayor en Ann Arbor, Míchigan, que tuvo éxito, pero finalmente salió del negocio. Se mudó a California, donde comenzó una nueva carrera en la pequeña Cámara de Comercio de Burlingame, cerca de San Francisco. Read gradualmente subió su posición en la jerarquía de la Cámara de Comercio de los Estados Unidos, para finalmente convertirse en el gerente general de la rama de Los Ángeles, la más grande de América, en 1939.
Durante este período, sus puntos de vista se hicieron progresivamente más libertarios. Aparentemente, fue en 1933, durante una reunión con W.C. Mullendore, un ejecutivo de Southern California Edison, que Read fue finalmente convencido de que el New Deal era totalmente ineficaz y era moralmente una bancarrota. Durante el período en que trabajó para la Cámara de Comercio, Read también fue profundamente influido por Albert Jay Nock.
Read también fue profundamente influenciado por sus creencias religiosas. Su pastor, el reverendo James W. Fifield, fue ministro de los 4.000 miembros de la First Congregational Church de Los Ángeles, de la que Read fue también un miembro de la junta. Fifield dirigió un «movimiento de resistencia» contra el «evangelio social» del New Deal, tratando de convencer a los ministros de todo el país de adoptar «ideales espirituales» libertarios.
En 1945, Virgil Jordan, el presidente de la National Industrial Conference Board (NICB), en Nueva York, invitó a Read a convertirse en su vicepresidente ejecutivo. Read se dio cuenta de que tendría que dejar el NICB para seguir a tiempo completo la promoción de los principios de libre mercado y de gobierno limitado. Renunció como resultado.
Un donante de su corto tiempo en NICB, David M. Goodrich, alentó a Read a iniciar su propia organización. Con la ayuda de Goodrich, así como la ayuda financiera del William Volker Found y de Harold Luhnow, Read fundó la Foundation for Economic Education en 1946. Él continuó trabajando con FEE hasta su muerte en 1983. Read fue autor de 29 libros, algunos de los cuales todavía están en papel y son vendidos por la FEE. Escribió numerosos ensayos incluyendo el conocido Yo, el lápiz. Entre otras actividades, Leonard Read fue miembro de la Sociedad Mont Pelerin, participó como profesor del Rampart College y recibió un doctorado Honorífico en la Universidad Francisco Marroquín.